# IC 2874
IC 2874 је галаксија у сазвјежђу Лав која се налази на листи објеката дубоког неба у Индекс каталогу.
Деклинација објекта је + 10° 37' 40" а ректасцензија 11h 29m 27,3s. Привидна величина (магнитуда) објекта IC 2874 износи 16,2 а фотографска магнитуда 17,0.